# Gemma Rigau i Oliver
Gemma Rigau i Oliver (Banyoles, 13 de novembre de 1948) és una filòloga i lingüista catalana, membre de la Secció Filològica de l'Institut d'Estudis Catalans des de l'any 2002.
Doctorada en filologia romànica a la Universitat de Barcelona, esdevení catedràtica de filologia catalana a la Universitat Autònoma de Barcelona, on ha estat vicedirectora i directora del Departament de Filologia Hispànica, secretària i directora del Departament de Filologia Catalana. Des del 1993 coordina el Grup de Lingüística teòrica de la Universitat Autònoma de Barcelona, que aplega diversos dels lingüistes més rellevants de Catalunya.
Ha fet importants aportacions a la lingüística teòrica, que van des de la lingüística del discurs fins a la sintaxi oracional i l'estructura lèxica del català i les llengües romàniques, així com la descripció sintàctica del català, publicats a importants revistes com Els Marges, Randa, Caplletra, Estudis Romànics, Linguistic Inquiry, Revue des Langues Romanes, Journal of Linguistics, Probus, Syntax i Thesaurus. Concretament, ha col·laborat en la Gramàtica del català contemporani, dirigida per Joan Solà (2002-2008), i ha coordinat, juntament amb Manuel Pérez Saldanya, la Gramàtica de la llengua catalana (2016).
El 1982 va rebre el premi Pompeu Fabra de l'Institut d'Estudis Catalans i el premi Manuel Sanchis Guarner a la Unitat de la llengua de la Fundació Jaume I, el 2006 la Medalla Narcís Monturiol al mèrit científic i tecnològic de la Generalitat de Catalunya i el 2019 la Creu de Sant Jordi, atorgada també pel govern català. Des de 2010 és vicepresidenta de la Secció Filològica de l'Institut d'Estudis Catalans, del qual és membre des del 2002. Amb aquesta institució ha participat en diversos projectes, com l'edició digital de les obres completes de Santiago Rusiñol.

## Obres
- Gramàtica del discurs (1981), edicions UAB, ISBN 9788474880328
- Lexicologia i semàntica (1986) amb Maria Teresa Cabré, Gran Enciclopèdia Catalana, ISBN 9788485194711
- Gramàtica del Català Contemporani (2002) amb Joan Solà i Pujols, Editorial Empúries, ISBN 9788475969084
- A typological approach to Catalan interrogative sentences headed by que (2005, amb Pilar Prieto)
- El quantificador focal pla : Un estudi de sintaxi dialectal (2005) a Caplletra. Revista Internacional de Filologia 36, València, 25-5
- Formación de los sintagmas locativos con adverbio pospuesto (2007) (amb Manuel Pérez Saldanya) Estudis Romànics XXIX, Barcelona: Institut d'Estudis Catalans, 61- 80.
- Verb-particle constructions in Romance: A lexical-syntactic account (2010, amb Jaume Mateu). Probus 22 (2), 241–269.